# Leonid Ivashov
Leonid Grigórievich Ivashov (ruso: Леони́д Григо́рьевич Ивашо́в; nacido el 31 de agosto de 1943) es uno de los vicepresidentes de la Academia de Asuntos Geopolíticos.

## Primeros años y carrera militar
Leonid Ivashov nació en la República Socialista Soviética de Kirguistán y se graduó en la Escuela Superior de Mandos de Armas Combinadas de Tashkent (TVOKU) en 1964 y a la Academia Militar Frunze en 1974.
Entre 1976 y 1984, trabajó como auxiliar de alto nivel para el ministro soviético de Defensa Dmitri Ustínov. En 1987, se convirtió en jefe de la Sección de Asuntos Generales del Ministerio de Defensa de la Unión Soviética.
Durante la década de 1990, estuvo a cargo de la cooperación militar entre los miembros de la Comunidad de Estados Independientes como jefe del departamento de cooperación militar en el Ministerio de Defensa de la Federación Rusa. El 11 de septiembre de 2001, ocupaba el cargo de jefe del Estado Mayor de las Fuerzas Armadas de Rusia. Opina que los atentados del 11 de septiembre de 2001 fueron un autoatentado, para justificar la implantación de las ideas del Proyecto para el Nuevo Siglo Estadounidense.

## Retiro
Después de su retiro en 2001, Leonid Ivashov escribe extensamente sobre asuntos militares y de geopolítica.
Según los informes, estuvo involucrado en Fundamentos de Geopolítica, un libro de Aleksandr Duguin. Apoyó las teorías conspirativas de Thierry Meyssan en su libro La gran impostura.

## Posición frente a los Atentados del 11 de septiembre de 2001
En su intervención ante la conferencia Axis for Peace de 2005, afirmó que el terrorismo internacional no existe y que los atentados del 11 de septiembre fueron un montaje. Lo describe como un terrorismo manipulado por las grandes potencias y que no existiría sin ellas. Afirma que, en vez de fingir una «guerra mundial contra el terrorismo», la mejor manera de reducir los atentados se encuentra en el restablecimiento del derecho internacional y la cooperación pacífica entre los Estados así como entre sus ciudadanos.

El terrorismo internacional actual es un fenómeno que combina el empleo del terror por parte de estructuras políticas estatales y no estatales como medio de alcanzar sus objetivos políticos mediante la intimidación, la desestabilización social y sicológica de la población, la anulación de la voluntad de resistencia de los órganos del poder y la creación de condiciones propicias para la manipulación de la política del Estado y la conducta de sus ciudadanos.
General Leonid Ivashov

De acuerdo a lo anterior, el General Ivashov, llega a tres conclusiones cardinales respecto a los atentados del 11-S.:
1. Los organizadores de aquellos atentados son los círculos políticos y los círculos de negocios que tenían interés en desestabilizar el orden mundial y disponían de los medios necesarios para financiar la operación. A diferencia de las guerras tradicionales cuya concepción determinan políticos y generales, los iniciadores fueron esta vez oligarcas y políticos sometidos a estos.[6]
2. Únicamente los servicios secretos y sus jefes actuales o en retiro –pero que mantuvieron influencia dentro de las estructuras estatales– tienen la capacidad de planificar, organizar y dirigir una operación de tal envergadura. La relación de los servicios secretos con terroristas que son usados en operaciones de bandera falsa está ampliamente documentada.[6]
3. Osama bin Laden y Al Qaeda no pueden ser ni organizadores ni ejecutantes de los atentados del 11 de septiembre. No disponen ni de la organización requerida para ello ni de los recursos intelectuales o los cuadros necesarios. Debieron usarse chivos expiatorios para poder culpar a estas entidades.[6]

## Posición frente a los preparativos de la invasión de Ucrania de 2022
El 28 de enero de 2022, en calidad de presidente de la Asamblea Panrusa de Oficiales, se dirigió con un llamamiento al Presidente y los ciudadanos de la Federación de Rusia, declarándose contrario a una guerra con Ucrania. Condenaba los patentes preparativos de la invasión rusa de Ucrania que estaban efectuando las autoridades rusas y el presidente Vladímir Putin, solicitando su renuncia en virtud del Artículo 3 de la Constitución de la Federación de Rusia.
Así mismo, advertía de las nefastas consecuencias del empleo de la fuerza militar contra Ucrania que podría cuestionar la existencia de Rusia como Estado, convertiría a los rusos y ucranianos en enemigos a muerte, y causaría decenas de miles de aniquilamientos de jóvenes por ambas partes, provocando una futura catástrofe demográfica en los dos países.
Condenaba la actitud agresiva del Kremlin, cuyos argumentos contra Ucrania consideraba "artificiales". Señalaba que, "como ocurre con muchos compatriotas, mi padre era ruso y mi madre ucraniana. No puede haber una guerra en nuestra familia". Además advertía que, en caso de producirse la invasión, las Fuerzas Armadas de Ucrania podrían contar con el apoyo de consejeros militares y armamento de varios países de la OTAN.